# Esom
Esom (de nacimiento Lee So-young; Seúl, 30 de enero de 1990) es una actriz y modelo surcoreana.

## Carrera
Su primer papel protagonista en cine fue el de Deok-yi/Yoon Se-jung, una joven de pueblo que se enamora de un profesor de literatura, en la película Scarlet Innocence de 2014, por la cual fue nominada a mejor actriz revelación en cinco diferentes ceremonias de premios, ganando uno de ellos.
En 2020 participó en la película Samjin Company English Class con el personaje de Jung Yoo-na, una joven que trabaja en el departamento de marketing de una empresa y que se inscribe con sus compañeras en un curso de inglés para ascender en ella. Por este papel recibió el premio como mejor actriz de reparto en los 41st Blue Dragon Film Awards.
En abril de 2021 se unió al elenco de la serie Model Taxi (también conocida como "Deluxe Taxi") donde dio vida a Kang Ha-na, una honesta fiscal que busca la verdad y la justicia, pero que tiende a volverse violenta cuando se enfrenta cara a cara con la injusticia.
En 2022 se unió al elenco principal de la serie Black Knight, donde interpreta a Seol-ah, una oficial de inteligencia militar que está decidida a convertirse en la Ministro de Defensa Nacional en el futuro y quien cuida a Sa-wol como familia.
En enero de 2023 la actriz se unió a la agencia Management MMM, con la que firmó un contrato de representación exclusiva.

## Filmografía

### Series de televisión
| Año  | Título                        | Rol            | Canal | Notas        | Ref.          |
| ---- | ----------------------------- | -------------- | ----- | ------------ | ------------- |
| 2011 | White Christmas               | Yoon Eun-sung  | KBS2  |              |               |
| 2012 | Ghost                         | Shin Hyo-jung  | SBS   | Episodio 1   |               |
| 2017 | Because This is My First Life | Woo Soo-ji     | tvN   |              |               |
| 2018 | The Third Charm               | Lee Young-jae  | JTBC  | 16 episodios |               |
| 2019 | Save Me 2                     | Kim Young-seon | OCN   | 16 episodios | [ 11 ]        |
| 2021 | Model Taxi                    | Kang Ha-na     | SBS   |              | [ 12 ] [ 13 ] |

### Series web
| Año  | Título       | Personaje     | Plataforma | Notas         |
| ---- | ------------ | ------------- | ---------- | ------------- |
| 2022 | Black Knight | Major Seol-ah | Netflix    | [ 14 ] [ 15 ] |
| 2024 | LTNS         | Woo-jin       | TVING      | [ 16 ] [ 17 ] |

### Películas
| Año   | Título                       | Rol                     | Notas              | Ref.                 |
| ----- | ---------------------------- | ----------------------- | ------------------ | -------------------- |
| 2010  | Second Half                  | Min-ah                  |                    |                      |
| 2011  | The Last Blossom             | Jae-young               |                    |                      |
| 2011  | Hindsight                    | Lee Eun-jung            |                    |                      |
| 2013  | Behind the Camera            |                         |                    |                      |
| 2013  | The Gifted Hands             | Seung-gi                |                    |                      |
| 2013  | The X                        | Fingers                 | Cortometraje       |                      |
| 2014  | Man on High Heels            | Jang-mi                 |                    |                      |
| 2014  | Santa Barbara                | So-young                |                    |                      |
| 2014  | Scarlet Innocence            | Deok-yi/Yoon Se-jung    |                    | [ 18 ]               |
| 2016  | Like for Likes               | Jang Na-yeon            |                    |                      |
| 2016  | The Queen of Crime           | Kyung Jin-sook (#402)   | Cameo              |                      |
| 2017  | Warriors of the Dawn         | Duk-yi                  |                    |                      |
| 2017  | My Little Brother            | Oh Joo-mi               |                    |                      |
| 2018  | Microhabitat                 | Mi-so                   |                    |                      |
| 2019  | My Exceptional Brother       | Mi-hyun                 |                    |                      |
| 2020  | Samjin Company English Class | Jung Yoo-na             |                    | [ 19 ]               |
| 2023  | Phantom                      | Nan-yeong               |                    | [ 20 ]               |
| 2023  | Boksoon debe morir           | Cha Min-hee             |                    | [ 21 ] [ 22 ]        |
| 2023  | Dr. Cheon and Lost Talisman  | Yoo-kyung               |                    | [ 23 ] [ 24 ] [ 25 ] |
| 2023  | Single in Seoul              | Agatha Hong             |                    | [ 26 ]               |
| 2024  | Escape                       | Líder de los refugiados | Aparición especial | [ 27 ]               |
| Prog. | Starlight Falls              | Lee Hyun-jun A          |                    | [ 28 ]               |

### Espectáculos de variedades
| Año  | Título                       | Canal | Función           | Ref.   |
| ---- | ---------------------------- | ----- | ----------------- | ------ |
| 2019 | Running Man                  | SBS   | Invitada, ep. 449 | [ 29 ] |
| 2010 | Trend Report Feel - Season 5 | Mnet  |                   |        |

### Presentadora
| Año  | Evento                           | Función                   | Ref.   |
| ---- | -------------------------------- | ------------------------- | ------ |
| 2021 | The Fact Music Awards (2021 TMA) | Presentadora de categoría | [ 30 ] |

### Vídeos musicales
| Año  | Título            | Artista          |
| ---- | ----------------- | ---------------- |
| 2010 | "She's Gone"      | G-Dragon         |
| 2011 | "Cleansing Cream" | Brown Eyed Girls |
| 2013 | "Day 'n Night"    | Tasty            |

### Revistas / sesiones fotográficas
| Año  | Título                   | Notas                                              | Ref.   |
| ---- | ------------------------ | -------------------------------------------------- | ------ |
| 2015 | Harper's Bazaar Magazine | (publicación de septiembre) - junto a Lee Jung-jae | [ 31 ] |

## Premios y nominaciones
| Año  | Premio                       | Categoría                                                     | Trabajo nominado             | Resultado | Ref.         |
| ---- | ---------------------------- | ------------------------------------------------------------- | ---------------------------- | --------- | ------------ |
| 2014 | 51st Grand Bell Awards       | mejor actriz revelación                                       | Scarlet Innocence            | Nominada  |              |
| 2014 | 35th Blue Dragon Film Awards | mejor actriz revelación                                       | Scarlet Innocence            | Nominada  |              |
| 2015 | 51st Paeksang Arts Awards    | mejor actriz revelación (películas)                           | Scarlet Innocence            | Nominada  |              |
| 2015 | 15th Director's Cut Awards   | mejor actriz revelación                                       | Scarlet Innocence            | Ganadora  | [ 32 ]       |
| 2015 | 24th Buil Film Awards        | mejor actriz revelación                                       | Scarlet Innocence            | Nominada  |              |
| 2018 | 54th Baeksang Arts Award     | mejor actriz de reparto (película)                            | Warriors of the Dawn         | Nominada  | [ 33 ]       |
| 2020 | 41st Blue Dragon Film Award  | mejor actriz de reparto                                       | Samjin Company English Class | Ganadora  | [ 6 ] [ 34 ] |
| 2021 | 57th Baeksang Arts Award     | mejor actriz de reparto                                       | Samjin Company English Class | Nominada  | [ 35 ]       |
| 2021 | 30th Annual Buil Film Award  | Popular Star Award (Female)                                   | Samjin Company English Class | Ganadora  | [ 36 ]       |
| 2021 | 26th Chunsa Film Art Award   | Best Supporting Cast                                          | Samjin Company English Class | Nominada  |              |
| 2021 | 2021 SBS Drama Award         | Excellence Award, Actress in a Miniseries Genre/Fantasy Drama | Model Taxi                   | Ganó      | [ 37 ]       |